# Blepisanis tekensis
Blepisanis tekensis är en skalbaggsart som först beskrevs av Semenov 1896.  Blepisanis tekensis ingår i släktet Blepisanis och familjen långhorningar.
Artens utbredningsområde är Iran. Inga underarter finns listade.